# Qassimiut
Qassimiut (oude spelling: Qagssimiut) is een dorp in de Groenlandse gemeente Kujalleq. De plaats heeft slechts 32 inwoners (2010) en is daarmee het kleinste permanent bewoonde dorp van Groenland.

## Bevolking
De meeste dorpen in zuidelijk Groenland hebben de laatste twee decennia te kampen met een dalend bevolkingsaantal. Ook Qassimiut heeft te lijden onder dit fenomeen. Sinds 1990 heeft het meer dan twee derde van haar inwoners verloren.

## Geboren
- Jonathan Motzfeldt (1938-2010), premier van Groenland